# Trobairitz

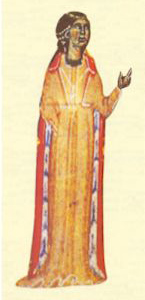
Representação medieval de Beatriz de Dia

As  trobairitz  (feminino do occitano trobador) eram as trovadoras dos  séculos XII e  XIII.
A palavra trobairitz foi utilizada pela primeira vez no século XIII. Ela vem da palavra provençal trobar, cujo significado literal é "encontrar", e o técnico  é "compor". 
As trobairitz escreviam versos e tocavam para os nobres da Corte. Elas entraram para a história da música como as primeira mulheres conhecidas como compositoras de música secular no Ocidente. Todas as compositoras   anteriormente conhecidas escreviam música sacra .
Em oposição a suas homólogas da classe baixa, as joglaresas, as trobairitz faziam parte da sociedade cortês; eram de nobre de nascimento. Dentre as mais importantes trobairitz estão Alamanda de Castelnau, Almucs de Castelnòu, Iseut de Capio, Azalaís de Porcairagues, Maria de Ventadorn, Tibors de Sarenom, Na Castelloza, Garsenda de Proença, Gormonda de Monpeslier  e a Condessa de Diá.